# La Trobe University Sculpture Park

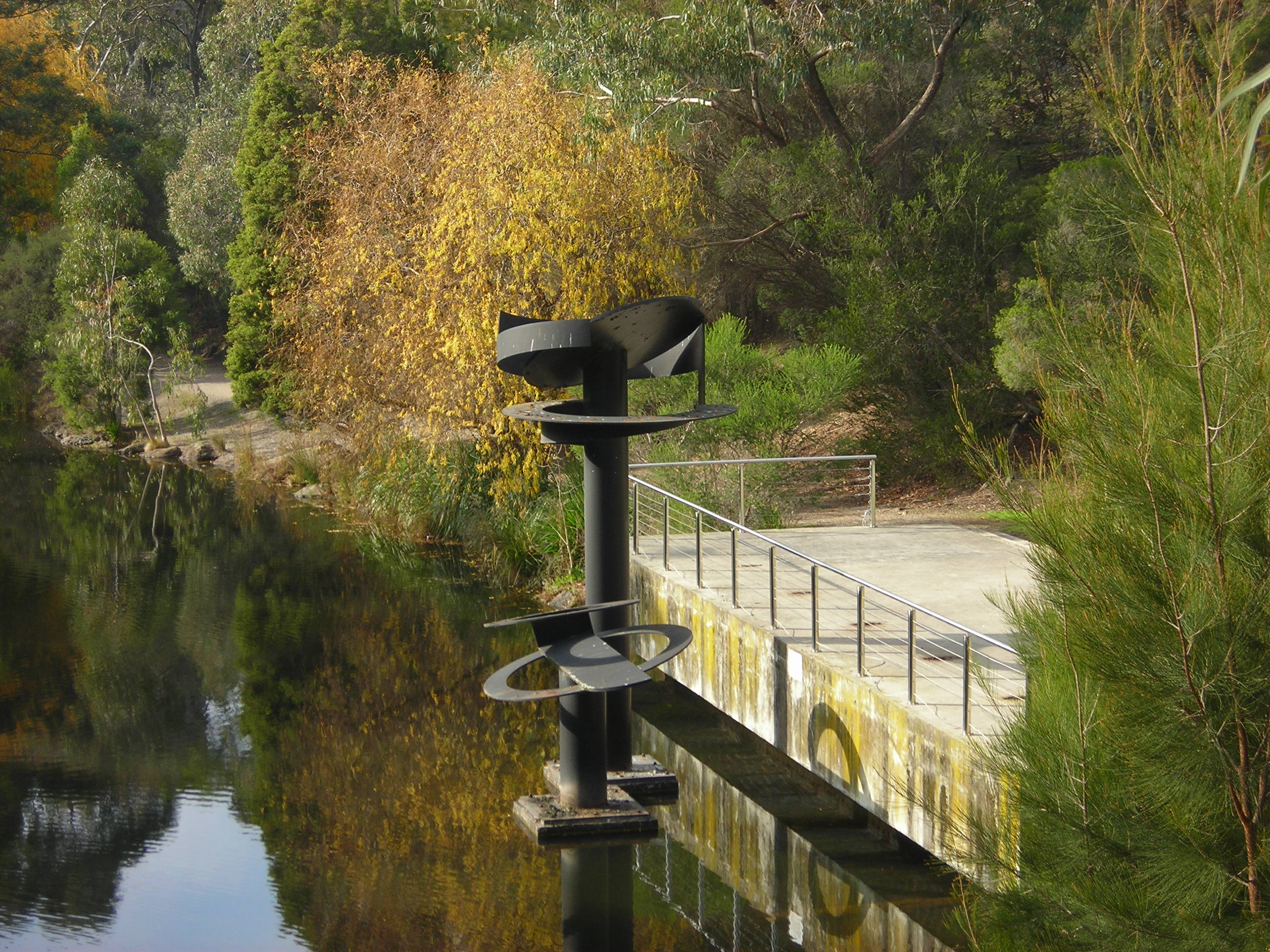
Skulpturenpark Dialogue of Circles (1976) von Inge King

Der La Trobe University Sculpture Park ist ein Skulpturenpark auf dem Bundoora Campus der La Trobe University in Melbourne, Australien.
Der Skulpturenpark wurde unmittelbar neben dem neuen Campus der Universität im Jahre 1966 als La Trobe University Art Collection angelegt. Die Sammlung steht im Zusammenhang mit der Architektur der Universitätsgebäude und soll den Zusammenhang der Universitätsgebäude, Bildhauerkunst, Architektur und Landschaftsformen erfahrbar machen. Dieser Skulpturengarten präsentiert Arbeiten aller Richtungen der Kunst seit den 1960er Jahren und spiegelt wichtige Entwicklungen und Trends der Bildhauerei in dieser Periode wider. Die Universität organisiert regelmäßig Ausstellungen und war im Jahre 1981 verantwortlich für die First Australian Sculpture Triennal.

## Aufgestellte Werke
Nachfolgend werden die Werke vorgestellt:
- Jock Clutterbuck (* 1945): A New House Among the Stars (1993). Gusseisen, platinierte Bronze. Maße: irregulär, 176,5 × 110 × 50 cm (dt.: Ein neues Haus unter den Sternen)
- Peter Dingli (* 1957): Anthology of Echoes, ohne Datum. Gebogener und geschmiedeter Stahl. Maße: irregulär, ca. 170 × 110 × 80 cm (aus: Lincoln Health Sciences Art Collection, 1996) (dt.: Entwicklung des Echos)
- Allan David (* 1926): untitled (1966). Glaswand: Laminiertes Glas, farbiges Glas, Goldeinlagen, Metal. Maße: 335 × 1107 × 11 cm (dt.: Ohne Titel)
- Leonard French (1928–2017): The Four Seasons (1978). Glas, jedes Bild 180 × 180 cm (dt.: Die vier Jahreszeiten)
- Annette Hall: Angel Blue (1989). Stahl. Maße: 280 × 300 × 180 cm. (Dauerleihgabe der Künstlerin) (dt.: Blauer Engel)
- Herman Hohaus (1920–1990): Sofia (1970). Bronze. Maße: irregulär, 133, x 68 × 60 cm. (Stifter: Roy Simpson, 1986)
- Inge King (* 1918): Encounter (1968). Bronzierter, oxydierter Stahl. Maße: 122 × 90 × 80 cm. (Stifter: Inge und Graham King, 1996) (dt.: Begegnung)
- Inge King: Dialogue of Circles (1976) Geschweißter Stahl. Maße: irregulär, 520 × 450 × 350 cm (zur Verfügung gestellt: 1976) (dt: Zirkeldialog)
- Robert Klippel (1920–2001): No. 661 Sentinel (1987). Bronze. Maße: 244 × 46 × 33 cm. (Stifter: Joseph Brown, 1990) (dt.: Nr. 661 Wächter)
- Diego Latella (* 1948): Rock Fall (1978). Stahl. Maße: 246 × 200 × 180 cm. (Dauerleihgabe des Künstlers) (dt.: Steinschlag)
- Michael Nicholls (* 1960): Speak No Evil, See No Evil (ca. 1989). Gewachstes australisches Hartholz, Form irregulär, ca. 234 × 50 × 50 cm (Stifter: Jonathon Hartley) (dt.: Sprich nicht über das Böse, sieh das Böse nicht)
- Charles Robb (* 1971): Landmark : Standbild Charles La Trobe (2004). Fiberglas, Polyesterharz, Stahl, Polystyrol, Polyurethan, Sand, Automobillacke, Acrylfarbe. Maße: 490 × 140 × 130. (Stifter: Charles Robb, 2006) (dt.: Landmarke)
- Bart Sanciolo (* 1955): Dante's Divine Comedy (1980/83). Bronze. Maße: 1000 × 300 × 300 cm. (Stifter: Geschenk der italienischen Bevölkerung Australiens, 1987) (dt. Dantes Göttliche Komödie)
- Heather B. Swann (* 1961): Horned Night Walker (2003). Stahl. Maße: 200 × 260 × 70 cm (dt.: Gehörnter Nachtläufer)
- Karen Ward (* 1952): Hermitage (2001) Hartholz, vorgefertigte Industrieteile. Maße: 190 × 190 × 320 cm (Stifter: Ward Carter Art and Architecture Pty durch die australische Regierung) (dt.: Einsiedelei)
- David Wilson (* 1947): Gateway (1975). Stahl, Holz. Maße: 280 × 233 × 157 cm. (Erworben durch die La Trobe University Union, 1975) (dt.: Tor)
- Papua-Neuguinea, unbekannter Künstler, Pagwi, Mittlere Sepik-Provinz: Ceremonial Post. Aquilla-Holz. Maße: 290 × 100 × 650 cm. (Stifter: Ruth McNicholl, 1991) (dt.: Zeremonienpfahl)

## Fotogalerie

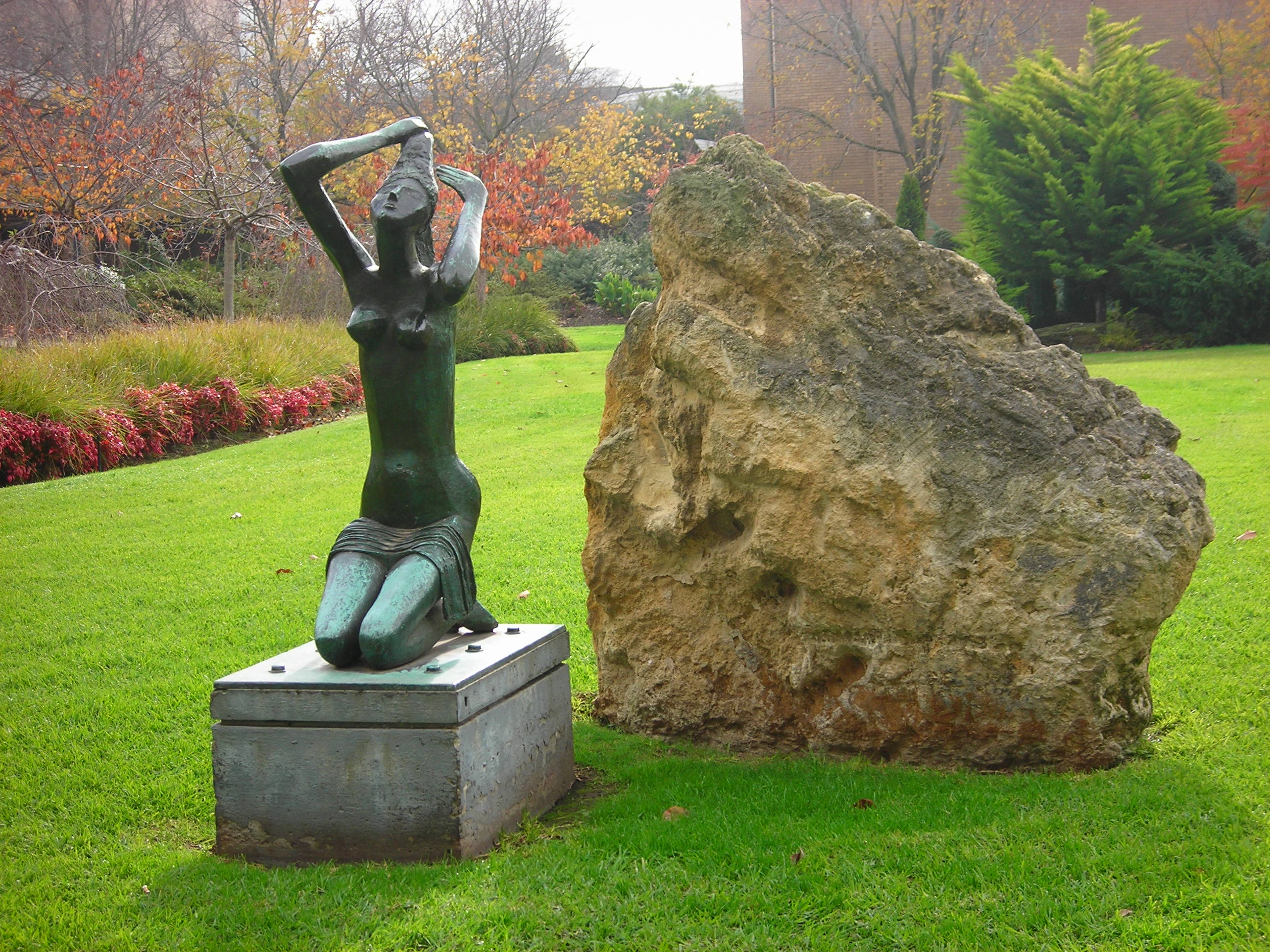
Sofia (1970) von Herman Hohaus
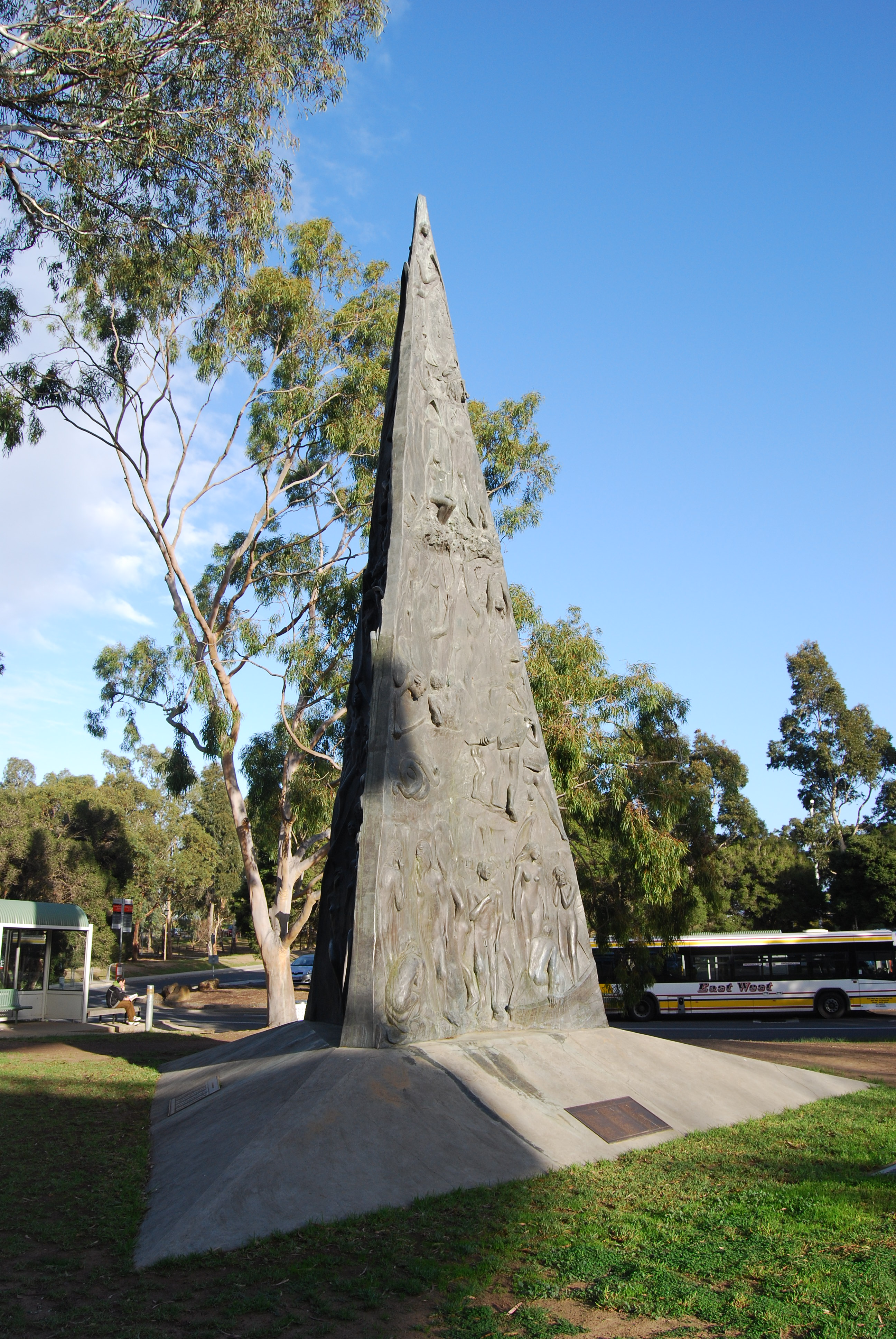
Dante's Divine Comedy (dt. Dantes Göttliche Komödie) (1980/83) von Bart Sanciolo
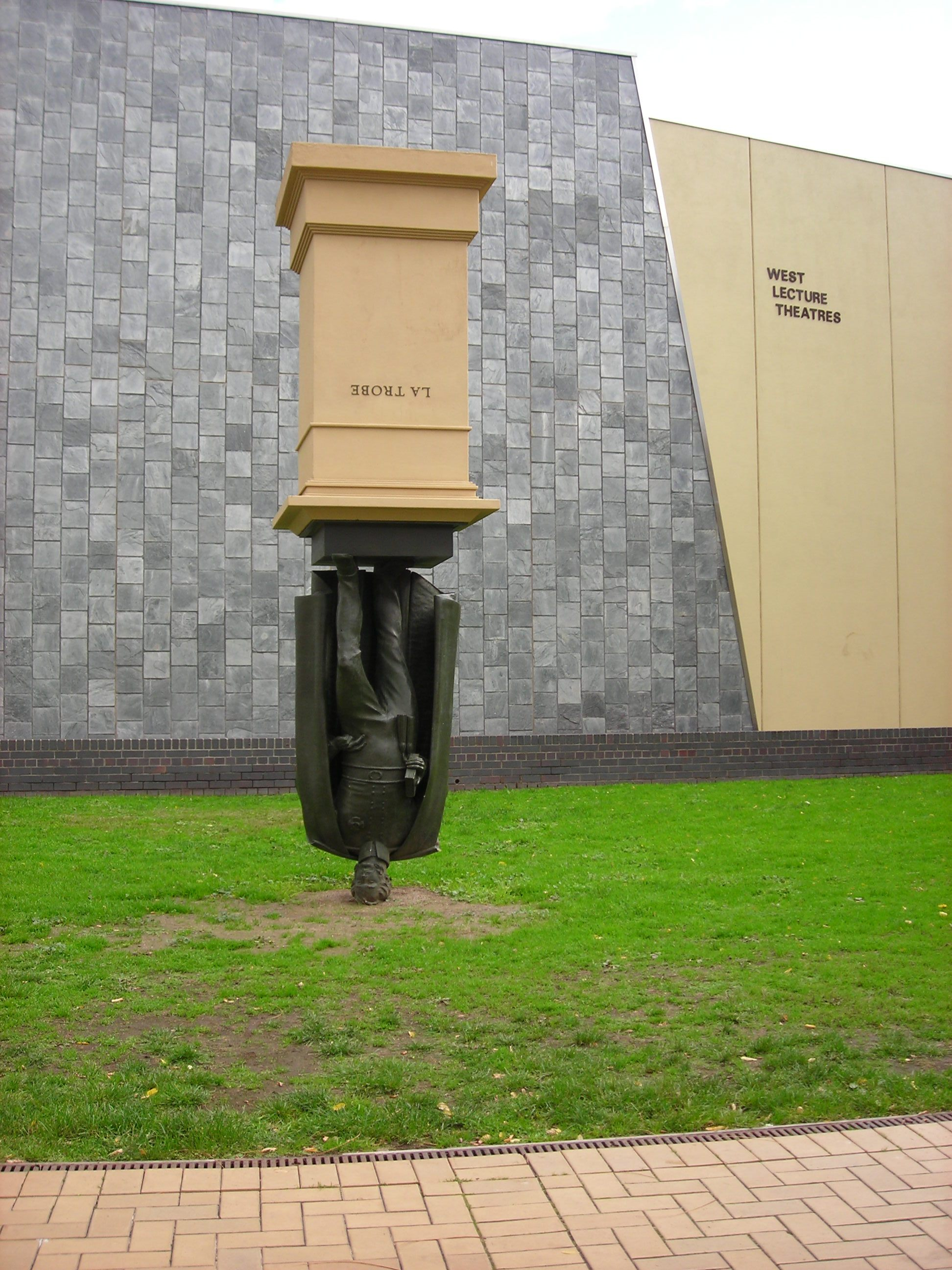
Landmark (dt. Landmarke) (2004) von Charles Robb
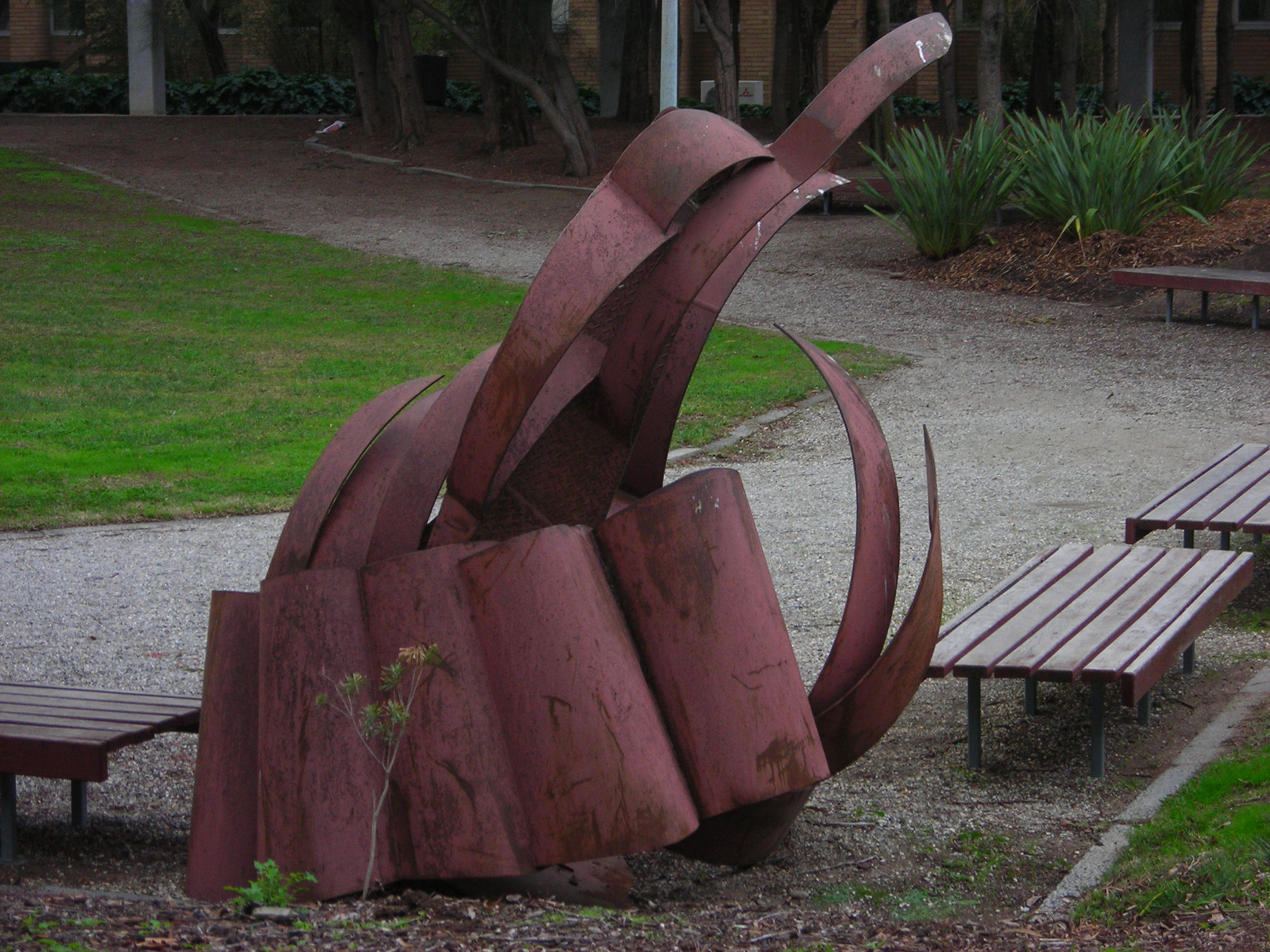
Rock Fall (dt. Steinschlag) (1978) von Diego Latella